# ويليام دوغلاس كوك
ويليام دوغلاس كوك (بالإنجليزية: William Douglas Cook)‏ هو فلاح نيوزيلندي، ولد في 28 أكتوبر 1884، وتوفي في 27 أبريل 1967.